# Valley Parade
Valley Parade est un stade de football localisé à Bradford. C'est l'enceinte du club de Bradford City Association Football Club.

## Histoire
Le 11 mai 1985, un incendie entraîna la mort de 56 personnes, principalement des personnes âgées et des enfants qui n'ont pas réussi à quitter la tribune à temps.

## Galerie

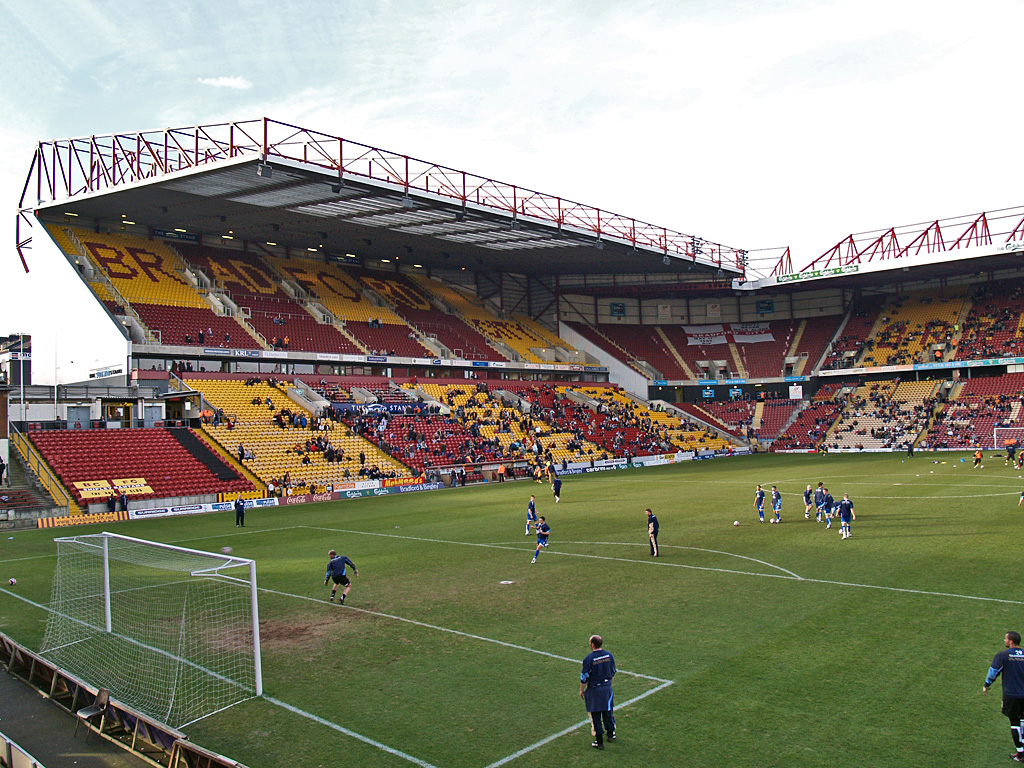
Le stade maintenant
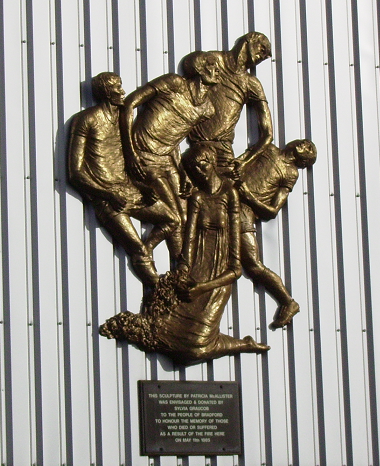
Monument en hommage aux morts dans l'incendie
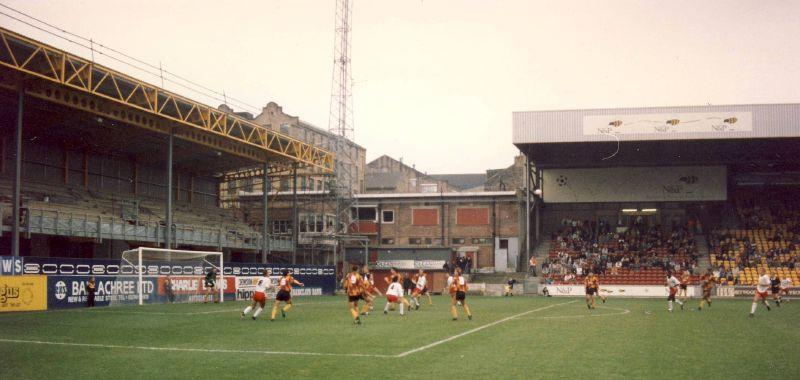
Le stade dans les années 90